# Liikva
Liikva är en by i nordvästra Estland. Den ligger i Harku kommun och i landskapet Harjumaa. Antalet invånare var 341 år 2011.
Liikva ligger 33 meter över havet och terrängen runt byn är mycket platt. Runt Liikva är det ganska glesbefolkat, med 40 invånare per kvadratkilometer. Närmaste större samhälle är Tallinn, 19 km öster om Liikva. I omgivningarna runt Liikva växer i huvudsak blandskog. Norr om Liikva ligger Finska viken och de tre kustbyarna Viti, Suurupi och Muraste. Angränsande byar till väster är Vääna-Jõesuu och till öster Sõrve. I söder utgörs Liikvas bygräns av floden Vääna jõgi och på andra sidan den ligger byarna Vaila och Vääna.
Inlandsklimat råder i trakten. Årsmedeltemperaturen i trakten är 3 °C. Den varmaste månaden är juli, då medeltemperaturen är 17 °C, och den kallaste är januari, med −11 °C.